# Stärlingstangaren

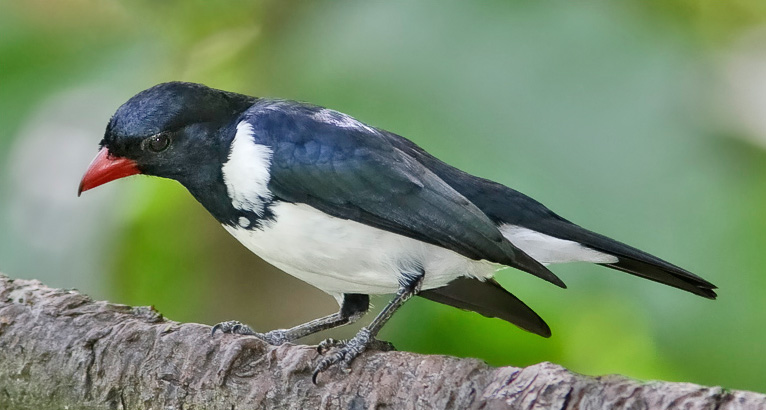
Rotschnabel-Stärlingstangare

Die Stärlingstangaren (Mitrospingidae) sind eine Vogelfamilie in der Ordnung der Sperlingsvögel (Passeriformes). Die vier Arten der Familie kommen im Amazonasbecken, im südöstlichen Brasilien, im Westen von Kolumbien und Ecuador und in Panama und Costa Rica vor.

## Merkmale
Stärlingstangaren sind mittelgroße Singvögel mit einem gelblich-olivfarbenen, gelblich-olivfarben-grauen oder schwarz-weißen Gefieder. Männchen und Weibchen unterscheiden sich äußerlich kaum. Der Kopf ist klein bis mittelgroß, der Hals ist relativ dick. Die Flügel sind kurz bis mittellang, der Schwanz ist mittellang. Der Schnabel ist mittelgroß und etwas erhöht. Bei der Rotschnabel-Stärlingstangare ist er auffallend rot gefärbt und besonders kräftig, bei den anderen Arten schlanker und schwarz. Beine und Füße sind mittellang bis kurz und stämmig.

## Lebensraum und Lebensweise
Stärlingstangaren leben in oder am Rande tropischer Regenwälder. Sie ernähren sich vor allem von Insekten und anderen Wirbellosen, aber auch von verschiedenen Früchten. Tierische Nahrung wird von Blättern und Zweigen aufgenommen, oft werden auch Insekten gefangen, die vor den „Heerzügen“ der Wanderameisen fliehen. Die Brutbiologie der Stärlingstangaren ist bisher nur bei einer Art, der Rußgesicht-Stärlingstangare, näher untersucht worden. Die Art errichtet zwischen Ästen ein offenes napfförmiges Nest. Das Gelege umfasst ein bis zwei Eier. Nur das Weibchen brütet, aber Weibchen und Männchen und Jungvögel aus vorhergegangenen Bruten füttern die Jungvögel.
Die vier Arten der Stärlingstangaren gelten als ungefährdet.

## Systematik
Die vier Arten der Stärlingstangaren wurden früher der Familie der Tangaren (Thraupidae) zugeordnet. Sie bilden allerdings die Schwestergruppe einer gemeinsamen Klade von Tangaren und Kardinälen (Cardinalidae) und wurden deshalb im Jahr 2013 in eine eigenständige Familie, die Mitrospingidae, gestellt.

## Arten
Es gibt drei Gattungen mit vier Arten:
- Rotschnabel-Stärlingstangare (Lamprospiza melanoleuca)
- Rußgesicht-Stärlingstangare (Mitrospingus cassinii)
- Olivmantel-Stärlingstangare (Mitrospingus oleagineus)
- Olivnacken-Stärlingstangare (Orthogonys chloricterus)